# 1225
L'any 1225 va ser un any normal dins del calendari julià, que va començar en dimecres.

## Esdeveniments
- 27 de desembre: carta de fundació de la vila de Bellver de Cerdanya.

## Naixements
- 28 de gener: Sant Tomàs d'Aquino, teòleg i filòsof.

## Necrològiques
- Santa Maria de Vallbona de les Monges: Berenguera d'Anglesola –després Berenguera de Cervera–, cofundadora i benefactora del monestir de Santa Maria de Vallbona (n. 1146).[1]